# 圣彼得堡模范交响乐团
圣彼得堡模范交响乐团（俄语：Академический симфонический оркестр Санкт-Петербургской филармонии），是一家位于俄罗斯圣彼得堡的交响乐团，成立于1931年，初名列宁格勒广播乐团，后改名列宁格勒交响乐团。第二次世界大战德军围困列宁格勒期间，乐团在战火中坚持演出，在1942年完成了肖斯塔科维奇第七交响曲在列宁格勒的首演。1953年，乐团成为列宁格勒爱乐协会大厅两支常驻乐团之一（另一个为圣彼得堡爱乐交响乐团）。乐团现任首席指挥为俄罗斯指挥家亚历山大·德米特里耶夫。

## 历史
乐团1931年成立时隶属列宁格勒广播电台，是电台下辖的一个小型交响乐团，称为列宁格勒广播乐团。那时乐团为广播直播节目演奏。海因兹·翁格尔、伊萨伊·阿尔特曼先后担任乐团指挥。乐团曾与葉夫根尼·姆拉溫斯基、鲍里斯·哈伊金、伊利亚·穆辛、基里尔·康德拉辛等苏联知名指挥家合作。当时与列宁格勒广播乐团合作的指挥还有奥斯卡·弗里德、弗里兹·施蒂德里、亞歷山大·高克、弗拉基米尔·德拉尼什尼科夫、尼古莱·格洛瓦诺夫、爱德华·格里库罗夫、卡尔·埃利亚斯伯格和尼古莱·拉宾诺维奇。
苏德战争爆发之后，列宁格勒被围，列宁格勒广播乐团成为唯一留在列宁格勒城中的交响乐团。围困后的第一个冬天，乐团已不复存在。不过，乐团后来得以重建，由卡尔·埃利亚斯伯格指挥于1942年8月9日在列宁格勒爱乐协会大厅完成了德米特里·肖斯塔科维奇第七交响曲“列宁格勒”在列宁格勒的首演。纳粹原本计划这一天在列宁格勒设宴庆祝德军攻陷列宁格勒，但苏军守住了列宁格勒。一些军乐手专门请假参加演出。听众中除了列宁格勒的作曲家、歌唱家、学者，还有直接从前线赶来的军官和士兵。列宁格勒被围期间，乐团演出超过300场。
1953年，列宁格勒交响乐团成为列宁格勒爱乐协会大厅的常驻乐团。常驻乐团有两支，另一支是列宁格勒爱乐乐团（今聖彼得堡愛樂交響樂團）。尼古莱·拉宾诺维奇、卡尔·埃利亚斯伯格、阿尔维兹·杨松斯先后担任乐团的首席指挥。1965年，阿尔维兹·杨松斯率领乐团赴芬兰演出，这是乐团首次离开苏联演出。这一阶段乐团的客座指挥有塞尔日·博多、伊戈尔·马克维奇、库尔特·马苏尔、洛林·马泽尔、叶夫根尼·斯韦特拉诺夫和根纳季·罗日杰斯特文斯基。期间，曾与乐团合作担任独奏的有范·克莱本、斯维亚托斯拉夫·李赫特、埃米尔·吉列尔斯、艾萨克·斯特恩、耶胡迪·梅纽因、大卫·奥伊斯特拉赫、姆斯季斯拉夫·罗斯特罗波维奇、德米特里·肖斯塔科维奇等人。1968年，尤里·捷米爾卡諾夫成为乐团第四任首席指挥。在他带领下，乐团在国外的声誉大幅提升。
1977年，亚历山大·德米特里耶夫出任乐团第五任首席指挥。德米特里耶夫任内，乐团获得“模范”称号。乐团曾与尼梅·耶尔维、阿尔诺德·卡茨、德米特里·基塔延科、弗拉季斯拉夫·切尔努申科、尤里·西蒙諾夫、弗拉基米尔·费多谢耶夫、亞歷山大·拉扎列夫、爱德华·谢罗夫、鲁道夫·巴尔沙伊、尤奥扎斯·多马尔卡斯、拉维尔·马尔特诺夫、弗拉基米尔·济瓦、埃里·克拉斯、帕维尔·科甘、馬克森·蕭士達高維契、瓦西里·辛奈斯基、绍柳斯·松德茨基斯、亚历山大·文尼阿米诺维奇·季托夫、姆斯季斯拉夫·罗斯特罗波维奇、帕沃·貝里隆德、尚-克洛德·卡萨德绪、楊·帕斯卡·托特里耶等指挥合作。作曲家利盖蒂·捷尔吉、克里斯托弗·潘德列茨基也曾与乐团合作。与乐团合作演出担任独奏或独唱的音乐家有格里戈里·索科洛夫、納塔利婭·古特曼、埃利索·維爾薩拉澤、尤里·巴什梅特、维克托·特列季亚科夫、约翰·李尔、约翰·奥格登、罗伯特·霍尔、弗雷迪·肯普夫等人。